# Villa Saint-Hubert ou Godillot (Hyères)
La villa Saint-Hubert ou Godillot (anciennement villa Michel) est située à Hyères dans le Var, au 68-70, avenue des Îles-d'Or.
Elle est classée AVAP remarquable.

## Photographies

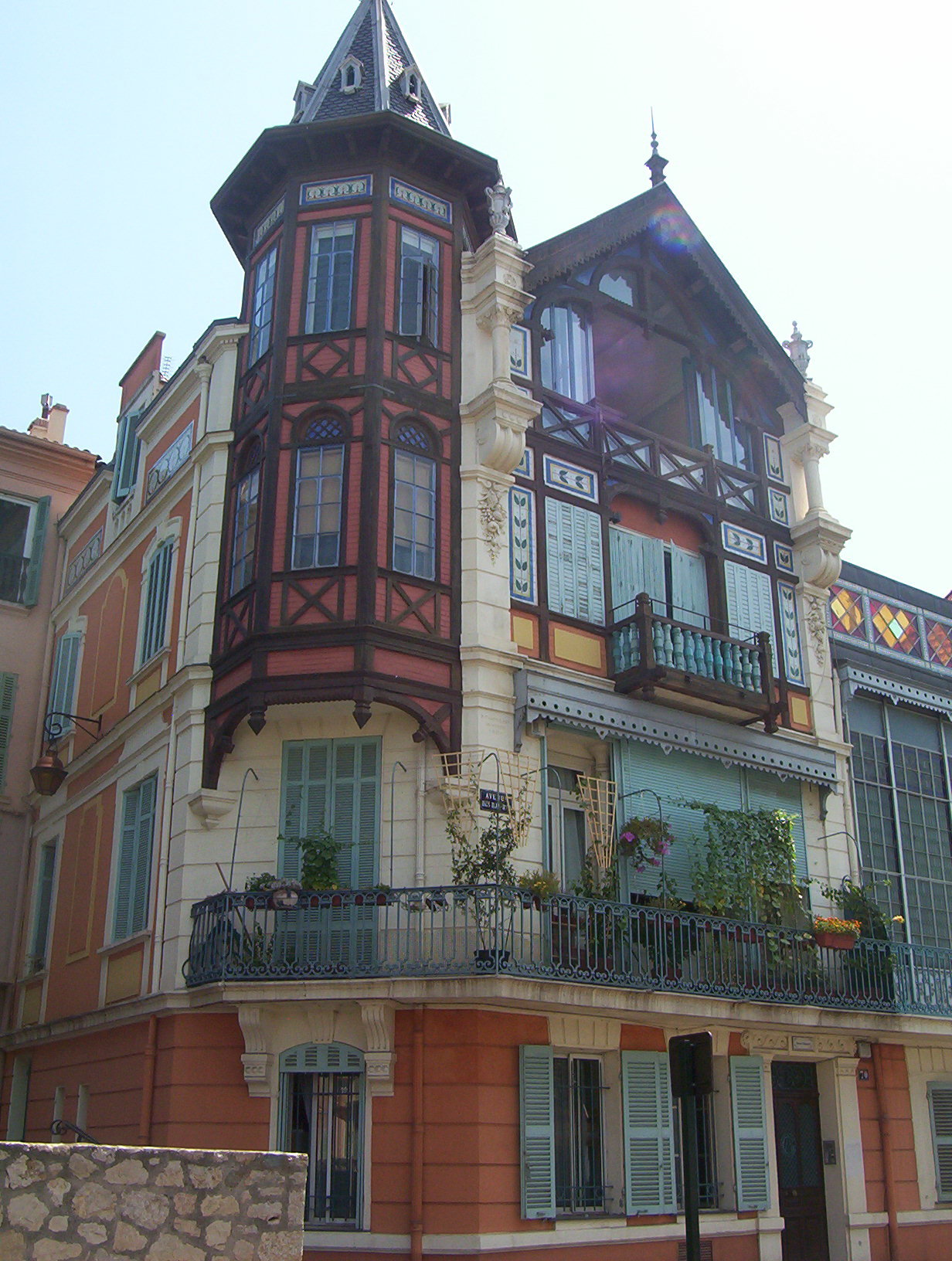
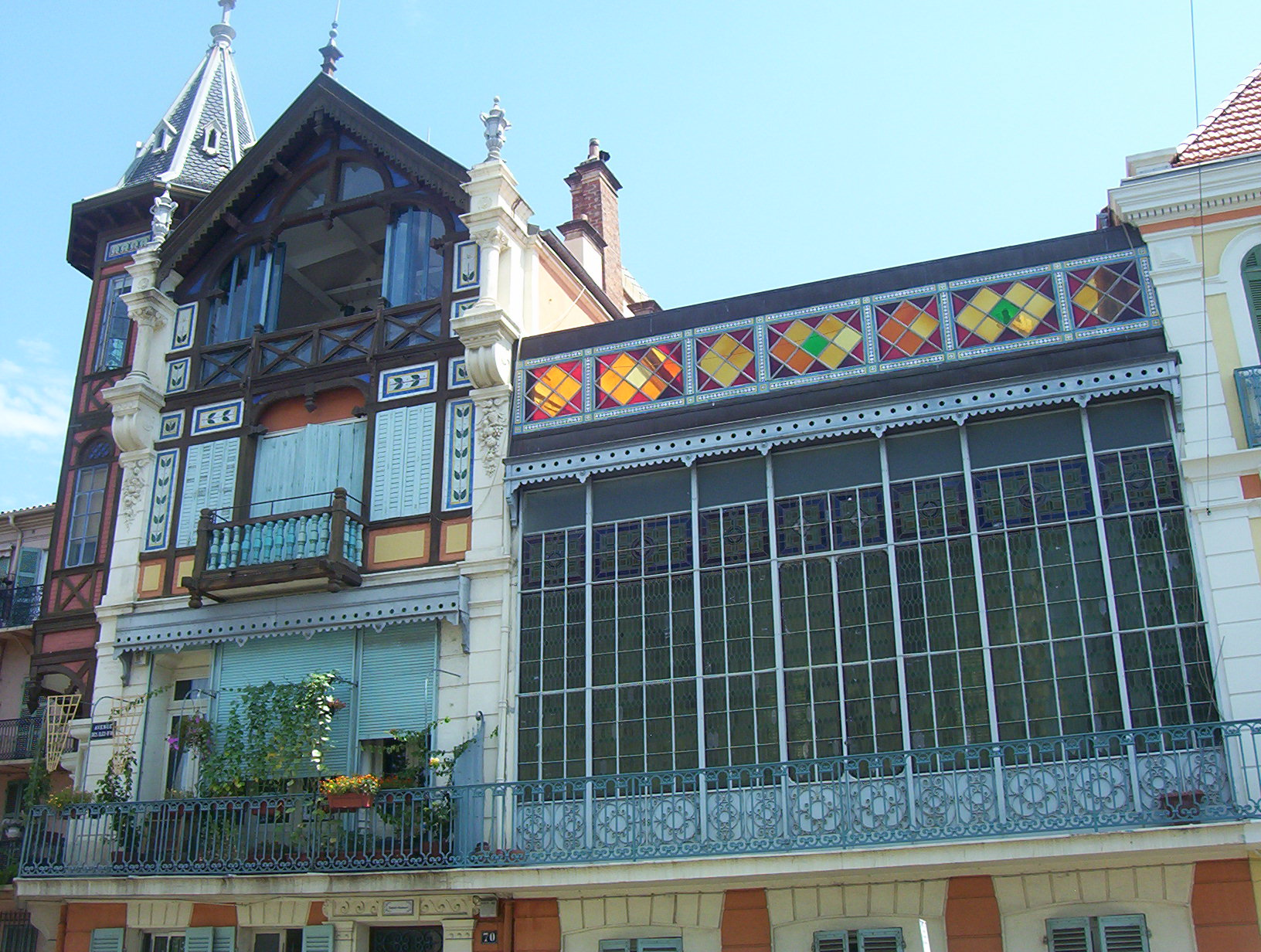
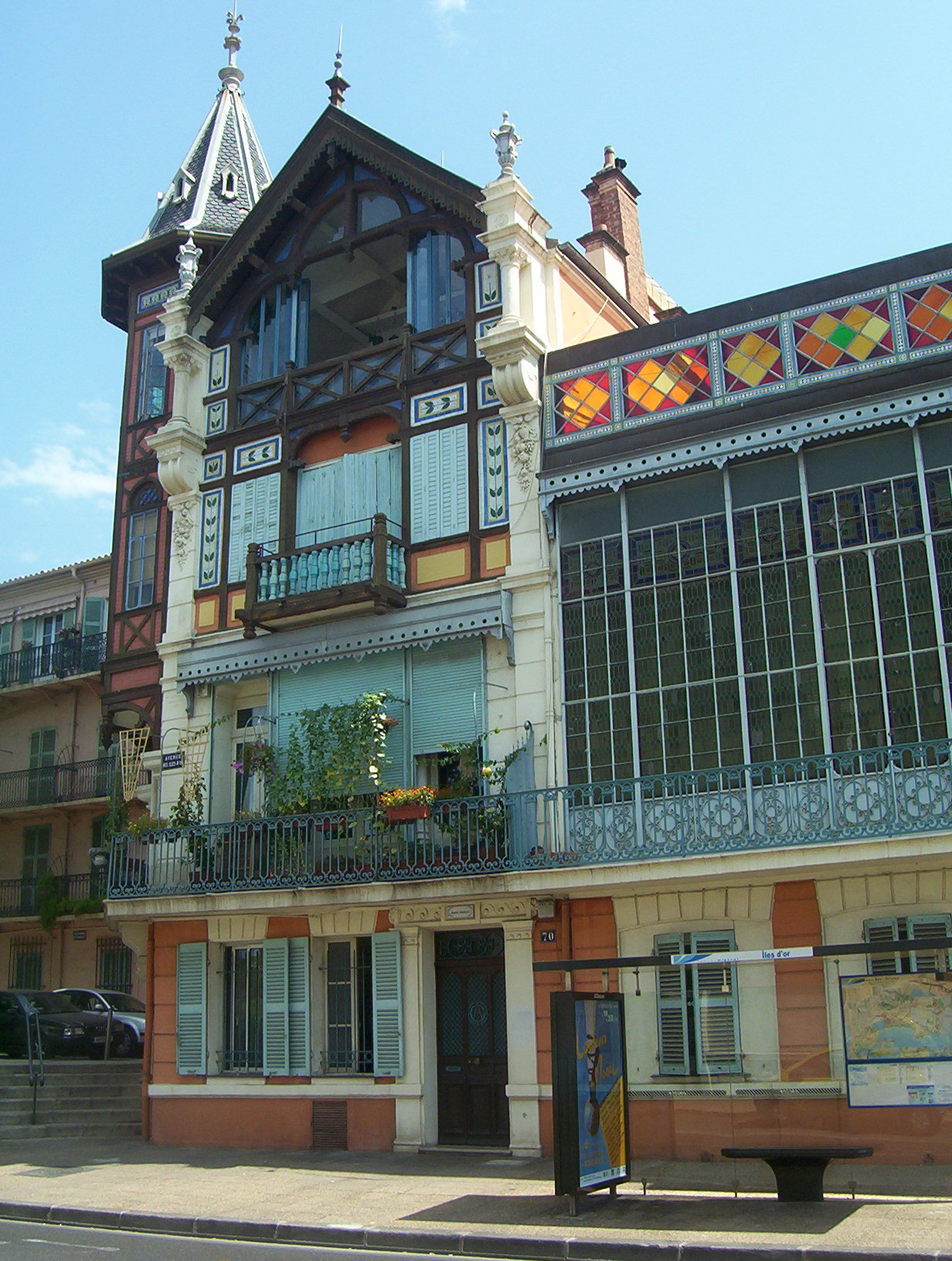
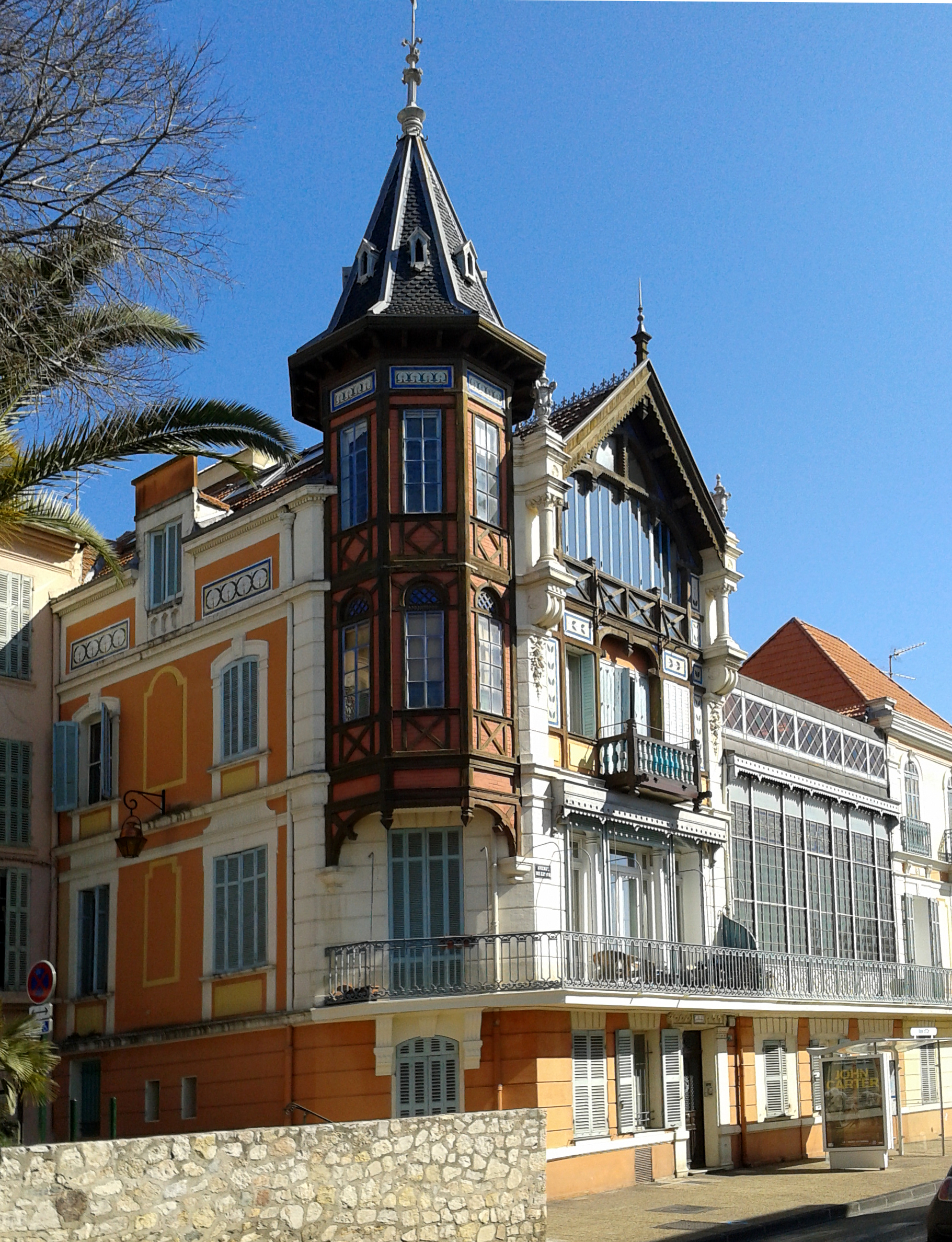
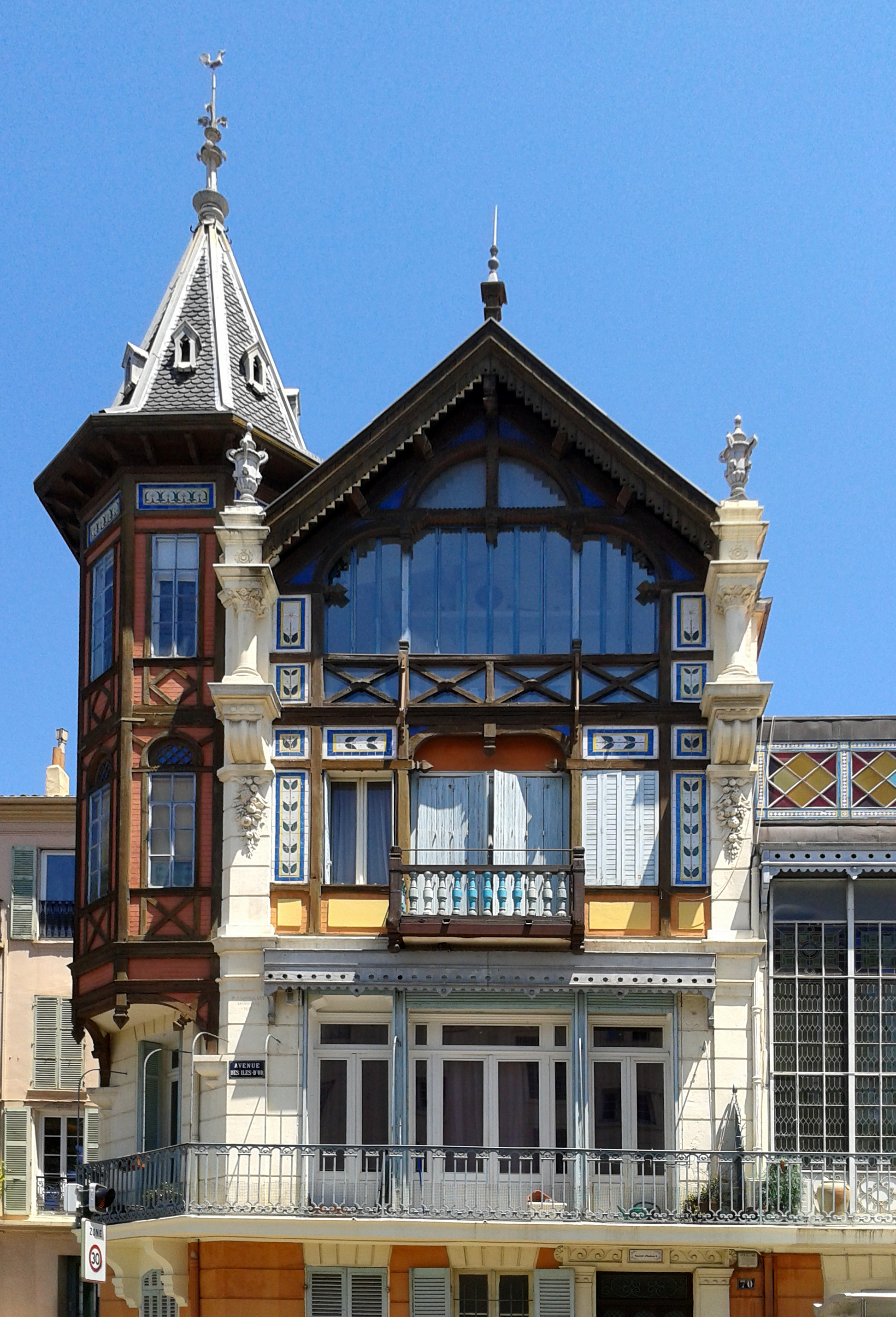

## Historique
En 1882, l’industriel Alexis Godillot fait réaliser par Pierre Chapoulart sa propre maison. Cet immeuble est d’une particulière originalité sur la partie extérieure puisqu’en effet la façade principale représente un mélange cohérent de styles architecturaux.

## Architecture
Cet ensemble hétéroclite vient en réalité d’un réaménagement de deux villas existantes que l’architecte a su transformer en un spacieux hôtel particulier composé de communs au rez-de-chaussée, puis d’un grand salon, jardin d'hiver, salle à manger, cuisine et chambres au premier étage ; enfin, un second étage comportant un appartement équipé d’une salle de billard et surtout, un atelier aménagé sous les combles.
L’époque est marquée par un style éclectique évoluant motu proprio ; en effet, les architectes portent, sur des bâtiments anciens ou reconstitués, des éléments empruntés à différentes périodes de l’histoire de l’architecture et de l’art. Certes, quelquefois, la tendance est marquée en privilégiant un style ou un autre, mais sur la façade de la villa Godillot l’architecte use équitablement de trois styles :
- normand pour les tourelles et le bois ;
- classique pour les pots à feu, les lucarnes et les tableaux ;
- mauresque pour les arcs outrepassés et les céramiques.

Le bâtiment est orné d'une grande véranda à vitraux polychrome et s’unit en angle avec une grande tourelle surmontée d'un clocheton.